# Jim Inhofe
James Mountain Inhofe (1934. november 17. – 2024. július 9.) amerikai politikus, Oklahoma állam szenátora (1994–2023). A Republikánus Párt tagja, 1987 és 1994 között Oklahoma 1. választókerületének képviselője volt, illetve Tulsa polgármestere volt 1978-tól 1984-ig.
Inhofe tagadja a globális felmelegedést, támogatja az azonos neműek házasságának betiltását, illetve támogatná, hogy az Egyesült Államok hivatalos nyelve az angol legyen. Támogatója a Polisario Front mozgalomnak.
2018-ban, miközben John McCain rákos megbetegedéssel küzdött, elnöke lett a Fegyveres erők bizottságának a Szenátusban, amely pozíciót véglegesen is megszerezte a republikánus szenátor halála után.

## Választási eredmények
| Párt                 | Jelölt             | Szavazatok | %      |
| -------------------- | ------------------ | ---------- | ------ |
| 25x25px[halott link] | Jim Inhofe         | 88,594     | 58.7   |
| 25x25px[halott link] | Denzil D. Garrison | 62,188     | 41.2   |
| Összesen             | Összesen           | 150,782    | 100.00 |

| Párt                 | Jelölt           | Szavazatok | %     |
| -------------------- | ---------------- | ---------- | ----- |
| 25x25px[halott link] | David Lyle Boren | 514,389    | 63.9  |
| 25x25px[halott link] | Jim Inhofe       | 290,459    | 36.1  |
| Összesen             | Összesen         | 804,848    | 100.0 |

| Év   | Párt                 | Jelölt                  | Szavazat | %      | Ellenfél             | Ellenfél         | Ellenfél   | Ellenfél   |
| Év   | Párt                 | Jelölt                  | Szavazat | %      | Párt                 | Jelölt           | Szavazat   | %          |
| ---- | -------------------- | ----------------------- | -------- | ------ | -------------------- | ---------------- | ---------- | ---------- |
| 1978 | 25x25px[halott link] | Jim Inhofe              | 39,236   | 51.05% | 25x25px[halott link] | Rodger A. Randle | 35,213     | 45.81%     |
| 1980 | 25x25px[halott link] | Jim Inhofe (hivatalban) | 1        | 100.0% | 25x25px[halott link] | Nem indult       | Nem indult | Nem indult |
| 1982 | 25x25px[halott link] | Jim Inhofe (hivatalban) | 43,463   | 59.29% | 25x25px[halott link] | Tom Seymour      | 27,177     | 37.07%     |
| 1984 | 25x25px[halott link] | Jim Inhofe (hivatalban) | 47,526   | 49.52% | 25x25px[halott link] | Terry Young      | 48,450     | 50.48%     |

### Képviselőház
| Párt                 | Jelölt        | Szavazatok | %    |
| -------------------- | ------------- | ---------- | ---- |
| 25x25px[halott link] | James Inhofe  | 19,575     | 54%  |
| 25x25px[halott link] | Bill Colvert  | 10,577     | 29%  |
| 25x25px[halott link] | Joan Hastings | 5,956      | 17%  |
| Összesen             | Összesen      | 36,108     | 100% |

| Párt                 | Jelölt              | Szavazatok | %    |
| -------------------- | ------------------- | ---------- | ---- |
| 25x25px[halott link] | James Inhofe        | 78,919     | 55%  |
| 25x25px[halott link] | Gary D. Allison     | 61,663     | 43%  |
| FÜG                  | Carl McCullough Jr. | 3,455      | 2%   |
| Összesen             | Összesen            | 140,582    | 100% |

| Párt                 | Jelölt                    | Szavazatok | %    |
| -------------------- | ------------------------- | ---------- | ---- |
| 25x25px[halott link] | James Inhofe (hivatalban) | 103,458    | 53%  |
| 25x25px[halott link] | Kurt G. Glassco           | 93,101     | 47%  |
| Összesen             | Összesen                  | 140,582    | 100% |

| Párt                 | Jelölt                    | Szavazatok | %    |
| -------------------- | ------------------------- | ---------- | ---- |
| 25x25px[halott link] | James Inhofe (hivatalban) | 75,618     | 56%  |
| 25x25px[halott link] | Kurt G. Glassco           | 59,521     | 44%  |
| Összesen             | Összesen                  | 140,582    | 100% |

| Párt                 | Jelölt                    | Szavazatok | %    |
| -------------------- | ------------------------- | ---------- | ---- |
| 25x25px[halott link] | James Inhofe (hivatalban) | 36,354     | 67%  |
| 25x25px[halott link] | Richard Bunn              | 17,339     | 32%  |
| Összesen             | Összesen                  | 53,693     | 100% |

| Párt                 | Jelölt                    | Szavazatok | %    |
| -------------------- | ------------------------- | ---------- | ---- |
| 25x25px[halott link] | James Inhofe (hivatalban) | 119,211    | 53%  |
| 25x25px[halott link] | John Selph                | 106,619    | 47%  |
| Összesen             | Összesen                  | 140,582    | 100% |

### Szenátus
| Párt                 | Jelölt        | Szavazatok | %    |
| -------------------- | ------------- | ---------- | ---- |
| 25x25px[halott link] | James Inhofe  | 159,001    | 78%  |
| 25x25px[halott link] | Tony Caldwell | 45,359     | 22%  |
| Összesen             | Összesen      | 204,360    | 100% |

| Párt                 | Jelölt        | Szavazatok | %      |
| -------------------- | ------------- | ---------- | ------ |
| 25x25px[halott link] | James Inhofe  | 542,390    | 55.21% |
| 25x25px[halott link] | Tony Caldwell | 392,488    | 39.95% |
| FÜG                  | Danny Corn    | 47,552     | 4.84%  |
| Összesen             | Összesen      | 204,360    | 100%   |

| Párt                 | Jelölt                    | Szavazatok | %      |
| -------------------- | ------------------------- | ---------- | ------ |
| 25x25px[halott link] | James Inhofe (hivatalban) | 670,610    | 56.68% |
| 25x25px[halott link] | Jim Boren                 | 474,162    | 40.08% |
| FÜG                  | Bill Maguire              | 15,092     | 1.28%  |
| 25x25px[halott link] | Agnes Marie Regier        | 14,595     | 1.23%  |
| FÜG                  | Chris Nedbalek            | 8,691      | 0.74%  |
| Összesen             | Összesen                  | 154,285    | 100%   |

| Párt                 | Jelölt                    | Szavazatok | %      |
| -------------------- | ------------------------- | ---------- | ------ |
| 25x25px[halott link] | James Inhofe (hivatalban) | 583,579    | 57.30% |
| 25x25px[halott link] | David Walters             | 369,789    | 36.31% |
| FÜG                  | James Germalic            | 65,056     | 6.39%  |
| Összesen             | Összesen                  | 154,285    | 100%   |

| Párt                 | Jelölt                    | Szavazatok | %    |
| -------------------- | ------------------------- | ---------- | ---- |
| 25x25px[halott link] | James Inhofe (hivatalban) | 116,371    | 84%  |
| 25x25px[halott link] | Evelyn Rogers             | 10,770     | 8%   |
| 25x25px[halott link] | Ted Ryals                 | 7,306      | 5%   |
| 25x25px[halott link] | Dennis Lopez              | 3,800      | 3%   |
| Összesen             | Összesen                  | 138,247    | 100% |

| Párt                 | Jelölt                    | Szavazatok | %      |
| -------------------- | ------------------------- | ---------- | ------ |
| 25x25px[halott link] | James Inhofe (hivatalban) | 763,375    | 56.68% |
| 25x25px[halott link] | Andrew Rice               | 527,736    | 39.18% |
| FÜG                  | Stephen Wallace           | 55,708     | 4.14%  |
| Összesen             | Összesen                  | 1,346,819  | 100%   |

| Párt                 | Jelölt                    | Szavazatok | %    |
| -------------------- | ------------------------- | ---------- | ---- |
| 25x25px[halott link] | James Inhofe (hivatalban) | 231,291    | 88%  |
| 25x25px[halott link] | Evelyn Rogers             | 11,960     | 5%   |
| 25x25px[halott link] | Erick Paul Wyatt          | 11,713     | 4%   |
| 25x25px[halott link] | Rob Moye                  | 4,846      | 2%   |
| 25x25px[halott link] | Jean McBride-Samuels      | 3,965      | 2%   |
| Összesen             | Összesen                  | 263,775    | 100% |

| Párt                 | Jelölt                    | Szavazatok | %      |
| -------------------- | ------------------------- | ---------- | ------ |
| 25x25px[halott link] | James Inhofe (hivatalban) | 558,166    | 68.01% |
| 25x25px[halott link] | Matt Silverstein          | 234,307    | 28.55% |
| FÜG                  | Joan Farr                 | 10,554     | 1.29%  |
| FÜG                  | Ray Woods                 | 9,913      | 1.21%  |
| FÜG                  | Aaron DeLozier            | 7,793      | 0.95%  |
| Összesen             | Összesen                  | 820,733    | 100%   |

| Párt                 | Jelölt                    | Szavazatok | %      |
| -------------------- | ------------------------- | ---------- | ------ |
| 25x25px[halott link] | James Inhofe (hivatalban) | 277,868    | 74.05% |
| 25x25px[halott link] | JJ Stitt                  | 57,433     | 15.31% |
| 25x25px[halott link] | John Tompkins             | 23,563     | 6.28%  |
| 25x25px[halott link] | Neil Mavis                | 16,363     | 4.36%  |
| Összesen             | Összesen                  | 375,227    | 100%   |

| Párt                 | Jelölt                    | Szavazatok | %      |
| -------------------- | ------------------------- | ---------- | ------ |
| 25x25px[halott link] | James Inhofe (hivatalban) | 979,140    | 62.91% |
| 25x25px[halott link] | Abby Broyles              | 509,763    | 32.75% |
| 25x25px[halott link] | Robert T. Murphy          | 34,435     | 2.21%  |
| FÜG                  | Joan Farr                 | 21,652     | 1.39%  |
| FÜG                  | A. D. Nesbit              | 11,371     | 0.73%  |
| Összesen             | Összesen                  | 1,556,361  | 100%   |